# Вуттиг, Иоганн Фридрих Христиан
Иоганн Фридрих Эдуард Христиан Вуттиг (22 марта 1783, Саксония — 23 апреля 1850, Берлин) — русский химик, технолог и фармацевт, член-корреспондент Петербургской Академии наук (1810).

## Биография
Родился 22 марта 1783 года в Саксонии. Получив высшее образование в Йенском университете и во Фрейбургской горной академии, приехал в Россию, где занял должность преподавателя химии в Виленском, а затем, с 1807 года, в Дерптском университетах, в последнем он удостоен степени доктора философии.
18 апреля 1808 года назначен в Казанский университет адъюнктом химии, технологии и фармацевтики, прибыл к должности 6 июля того же года.
16 января 1810 года утвержден экстраординарным профессором.
В июне 1810 года, продав университету свою библиотеку, уехал из Казани в отпуск, числясь в котором он проживал в Санкт-Петербурге, где нашел себе занятие при лаборатории монетного двора.
21 февраля 1812 года уволен из университетской службы в отставку.
По увольнении выехал обратно за границу, где стал впоследствии доцентом Берлинского университета.
Скончался в Берлине 23 апреля 1850 года.

## Труды
«Ueber die Fabrikation des Burlats den Bucharen und Persen» 1811г.

В 1815 г. была издана небольшая книга Вуттига — первого строителя сернокислотного завода в России, под названием «Gründliche Anleitung z. Fabrication der Schwefelsäure». Вуттиг пытался, будучи адъюнктом Казанского университета, издать этот труд в России, труд, который, по его словам, был написан «не только для настоящих химиков, но также и для фабрикантов». В России труд Вуттига так и не был издан— Лукьянов П.М.